# 栗原博
栗原 博（くりはら ひろし、1953年9月12日 - ）は、日本の実業家。第8代富士ゼロックス（現:富士フイルムビジネスイノベーション）代表取締役社長や、日本テレワーク協会会長、ビジネス機械・情報システム産業協会副会長を務めた。

## 人物・経歴
宮城県仙台市生まれ。東北学院榴ケ岡高等学校を経て、1978年に学習院大学法学部を卒業し、富士ゼロックスに入社したのち、カリフォルニア大学サンディエゴ校大学院に留学。
販売部門を担当し、営業統括本部販売本部官公庁支社長を経て、2004年執行役員プロダクションサービス事業本部長。2009年取締役常務執行役員国内営業担当・営業本部長に昇格した。2014年取締役専務執行役員営業事業管掌。
2015年から代表取締役社長を務め販売体制の強化にあたった。2017年にニュージーランドとオーストラリアの子会社で不適切会計処理がなされていた問題が発覚し、2018年に特別顧問に退いた。
2019年プロモーション特別顧問。2020年日本テレワーク協会会長。2021年ギグワークス取締役、ヒューマンライフ取締役。2023年サイバーセキュリティクラウド取締役、ASTI取締役監査等委員。ビジネス機械・情報システム産業協会副会長なども務めた。